# Luigi del Giudice
Luigi del Giudice (Chieti, 14 luglio 1709 – Chieti, 6 marzo 1791) è stato un arcivescovo cattolico italiano.

## Biografia
Figlio di Saverio Del Giudice, marchese del Casale, e di sua moglie Chiara, di nobile famiglia veneziana, fu posto giovanissimo tra i monaci celestini dell'abbazia morronese di Santo Spirito: vi professò i voti di religione e il 19 settembre 1733 fu ordinato prete.
Fu docente di teologia presso gli studi dei monasteri celestini di San Giovanni Battista a Bologna, di San Nicolò di Plorzano a Bergamo e di Sant'Eusebio all'Esquilino a Roma. Il 14 maggio 1765 fu eletto procuratore generale della congregazione.
Nominato da papa Clemente XIV arcivescovo di Chieti, fu consacrato il 19 marzo 1770 nella cattedrale di Frascati dal cardinale Enrico Benedetto Stuart.
Ottenne per i canonici del capitolo metropolitano alcuni privilegi e promosse numerosi lavori di restauro della cattedrale.
Morì ultraottantenne e fu sepolto nel presbiterio dell'altare maggiore della cattedrale di Chieti.

## Genealogia episcopale
La genealogia episcopale è:
- Cardinale Scipione Rebiba
- Cardinale Giulio Antonio Santori
- Cardinale Girolamo Bernerio, O.P.
- Arcivescovo Galeazzo Sanvitale
- Cardinale Ludovico Ludovisi
- Cardinale Luigi Caetani
- Cardinale Ulderico Carpegna
- Cardinale Paluzzo Paluzzi Altieri degli Albertoni
- Papa Benedetto XIII
- Papa Benedetto XIV
- Papa Clemente XIII
- Cardinale Enrico Benedetto Stuart
- Arcivescovo Luigi del Giudice, O.S.B.Coel.